# 탄자니아의 세계유산

탄자니아의 세계유산은 세계유산 위원회를 거쳐 유네스코 세계유산에 등재된 탄자니아의 세계유산을 일컫는다. 탄자니아는 1977년 8월 2일 유네스코 협약에 비준한 이래, 3건의 문화유산과, 3건의 자연유산, 1건의 복합유산을 보유하고 있다.
이 가운데 셀루스 동물보호구역이 2014년 위험에 처한 세계유산으로 분류되었다.

## 목록

### 문화유산
| No. | 사진                      | 등록명                                | 소재지   | 등록년도 | 등록기준      | 유네스코 지정번호 | 비고 |
| 1   | 킬와 키시와니 송고 음나라 | 킬와 키시와니 유적과 송고 음나라 유적 | 린디주   | 1981년   | (ⅲ)           | 144               |      |
| 2   | 크라이스트처치 대성당     | 잔지바르의 스톤타운                   | 잔지바르 | 2000년   | (ⅱ), (ⅲ), (ⅵ) | 173               |      |
| 3   |                           | 콘도아 암석화 유적                    | 도도마주 | 2006년   | (ⅲ), (ⅵ)      | 1183              |      |

### 자연유산
| No. | 사진 | 등록명              | 소재지                                | 등록년도 | 등록기준 | 유네스코 지정번호 | 비고                          |
| 1   |      | 세렝게티 국립공원   | 마라주 아루샤주 시니앙가주            | 1981년   | (ⅶ), (ⅹ) | 156               |                               |
| 2   |      | 셀루스 동물보호구역 | 모로고로주 린디주 므트와라주 루부마주 | 1982년   | (ⅸ), (ⅹ) | 199               | 위험에 처한 세계유산 (2014년) |
| 3   |      | 킬리만자로 국립공원 | 킬리만자로주                          | 1987년   | (ⅶ)      | 403               |                               |

### 복합유산
| No. | 사진 | 등록명                  | 소재지   | 등록년도      | 등록기준                | 유네스코 지정번호 | 비고 |
| 1   |      | 응고롱고로 자연보존지역 | 아루샤주 | 1979년 2010년 | (ⅳ), (ⅶ), (ⅷ), (ⅸ), (ⅹ) | 39                |      |